# 누나빅

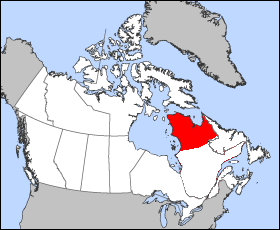
누나빅(Nunavik)지역

누나빅은 캐나다 퀘벡주 북부에 위치하는 이누이트 거주지역으로, 현재 캐나다내에서 누나부트 준주(Nunavut Territory)로 편입되기 위해 투쟁 중인 곳이다.
55도선 위의 지역을 차지하며 면적은 443,684.71 km2에 달한다. 거주인구는 11,627명(2006)이며, 90%이상이 이누잇에 해당한다.

## 같이 보기
- 누나트시아부트